# Mariánské sousoší (Prešov)
Mariánské sousoší nebo Mariánský sloup, Morový sloup, Madona je barokní sousoší, které se nachází na Hlavní ulici v historickém centru Prešova. Madona je v katolické církvi latinský přídomek Panny Marie.

## Poloha
Pískovcové sousoší se nachází v severním parku na Hlavní ulici, téměř přesně na 49 ° severní šířky, mezi sochou Ježíše Krista a historickou budovou prešovského kolegia. Je obklopeno okrasnými stromy. Původně na tomto místě stálo od března do září 1687 popraviště prešovského krvavého soudu. V noci je celé sousoší osvětleno. Sousoší je v seznamu chráněných národních kulturních památek s číslem NKP 707-2088 / 2 ve Slovenské republice.

## Sousoší Immaculaty
Dali ho postavit v roce 1751 jezuité. Bylo postaveno na památku obětí morových epidemií, které město Prešov postihly v letech 1679 a 1710. Většinu peněz na stavbu (1200 zlatých) odkázal v závěti měšťan Jan Rudiger Feigenbuz, další darovali hraběnky Csákyová a Pethöová. Samotné sousoší, jehož sloup má čtyři strany, obklopují 4 sochy světců, a jsou umístěny na podstavcích. Z nich je původní socha svatého Jana Nepomuckého a socha svatého Mikuláše. V úrovni těchto soch, ale na stěnách sloupu, jsou orámované reliéfy košických mučedníků. Nad nimi se tyčí 4 menší sochy jiných světců. Na vrcholu sousoší dominuje celému dílu, vznešená socha Madony s Ježíškem na levé ruce, který drží zeměkouli, a žezlem v pravé ruce. Na hlavách těchto skulptur jsou pozlacené královské korunky. Základní rekonstrukci celého sousoší, provedl v roce 1967, košický sochař Vojtech Löffler. Restaurované bylo i v letech 1995–1997.

## Galerie

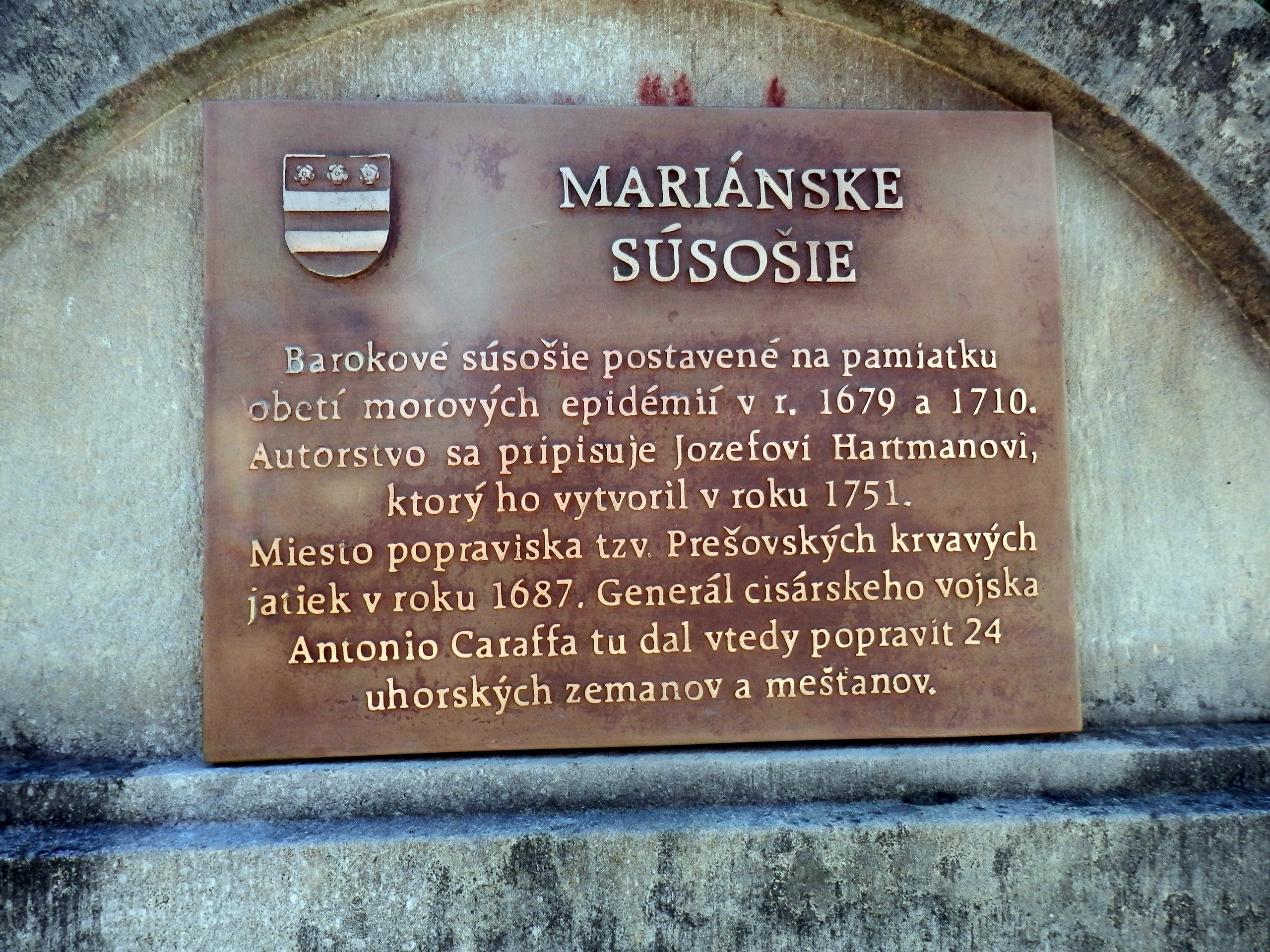
Informační tabulka
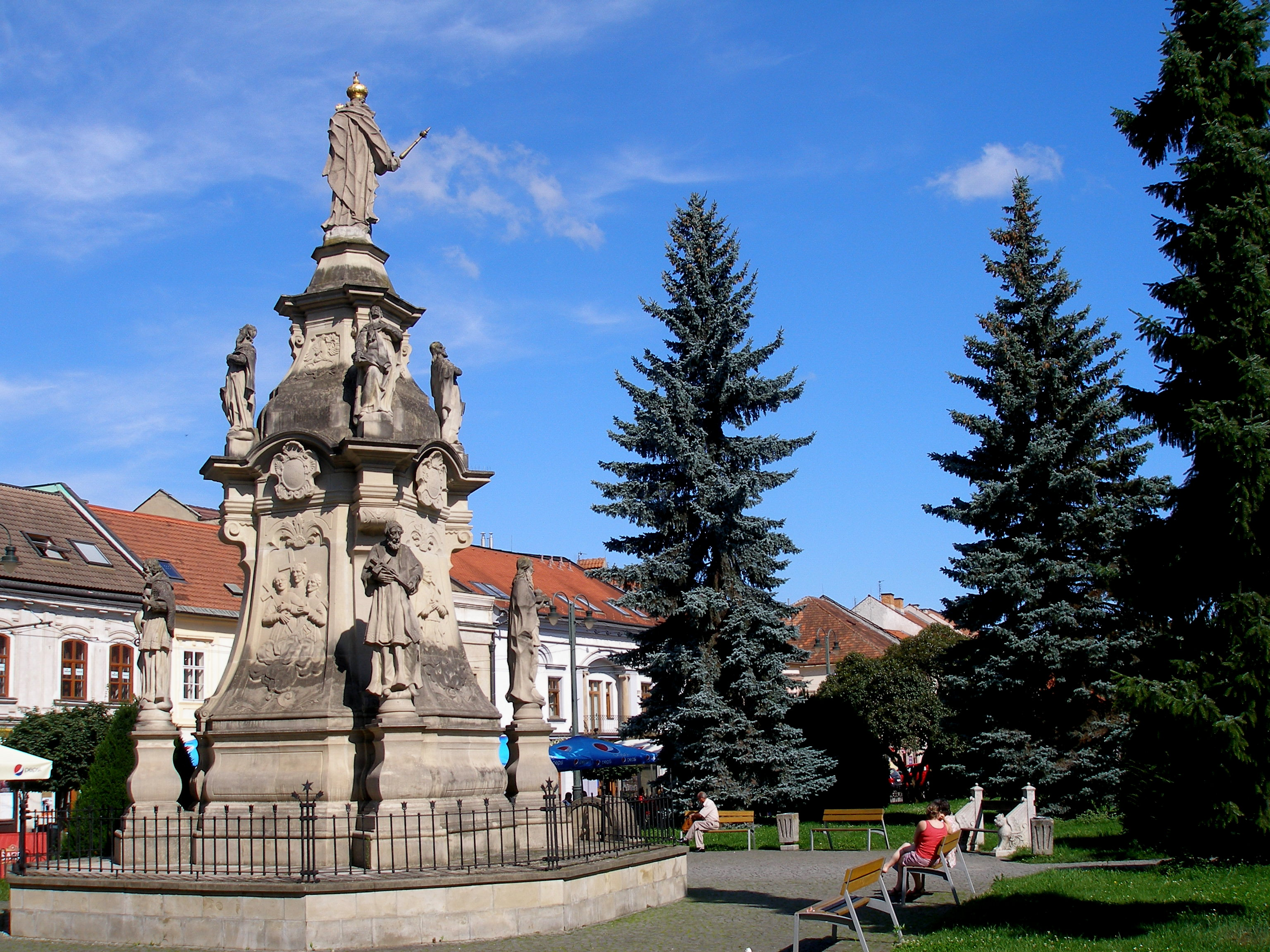
Areál sousoší
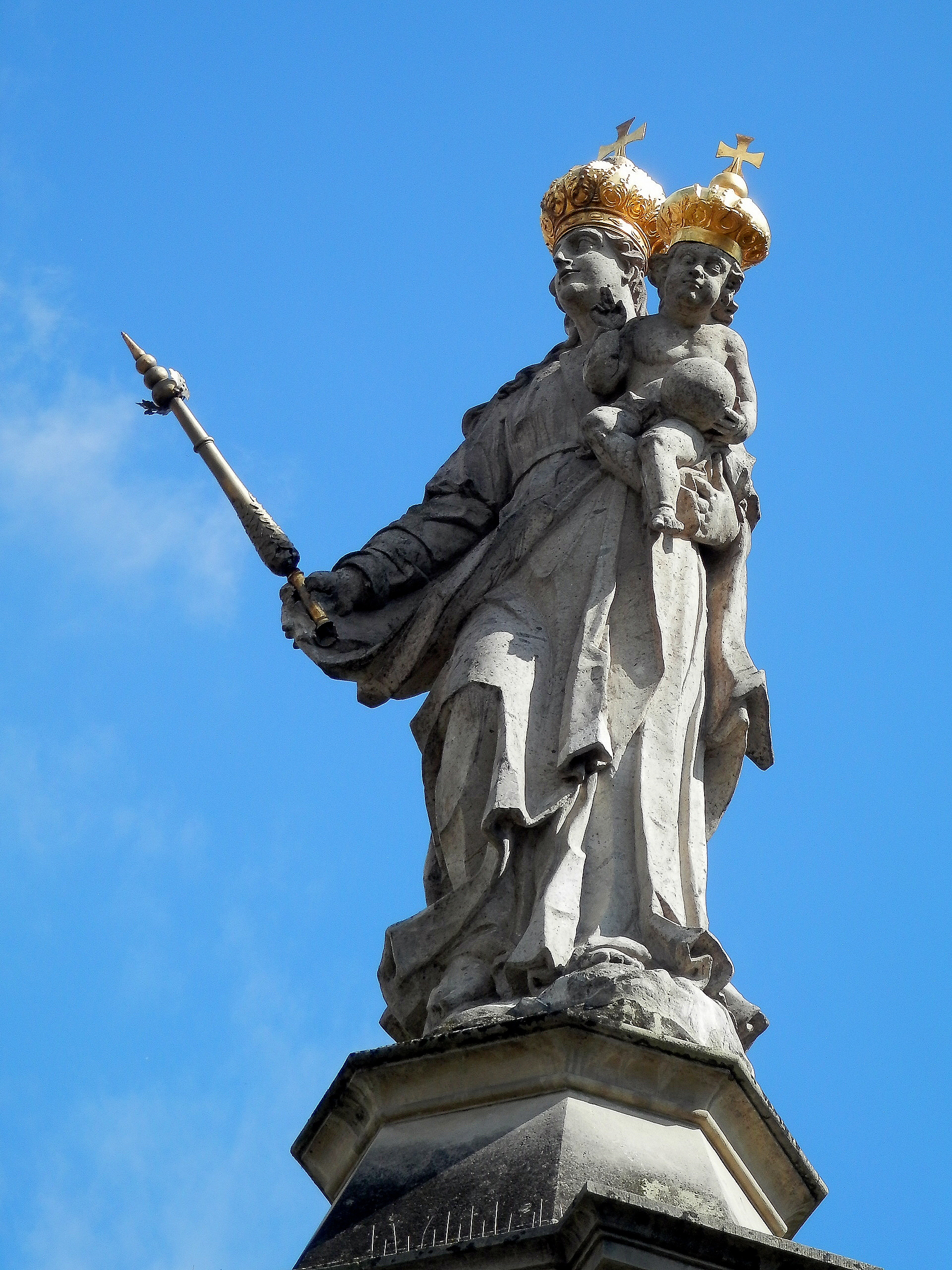
Madona s dítětem
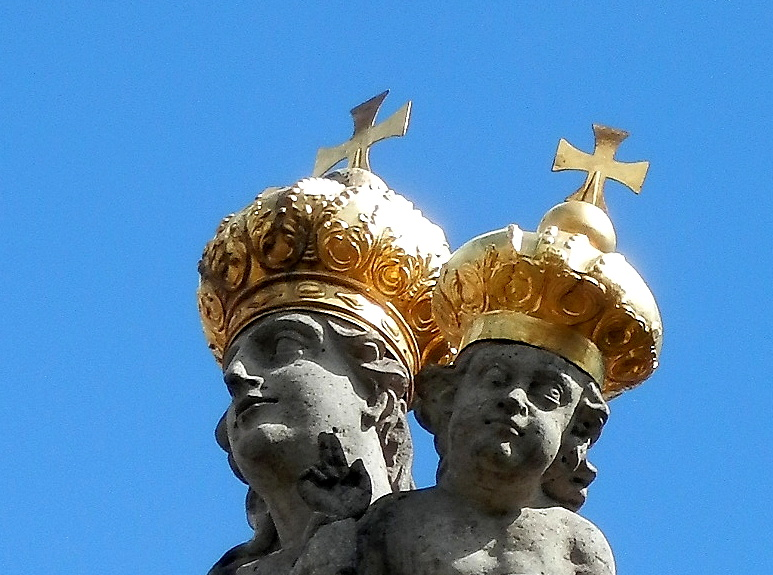
Madona s dítětem - detail
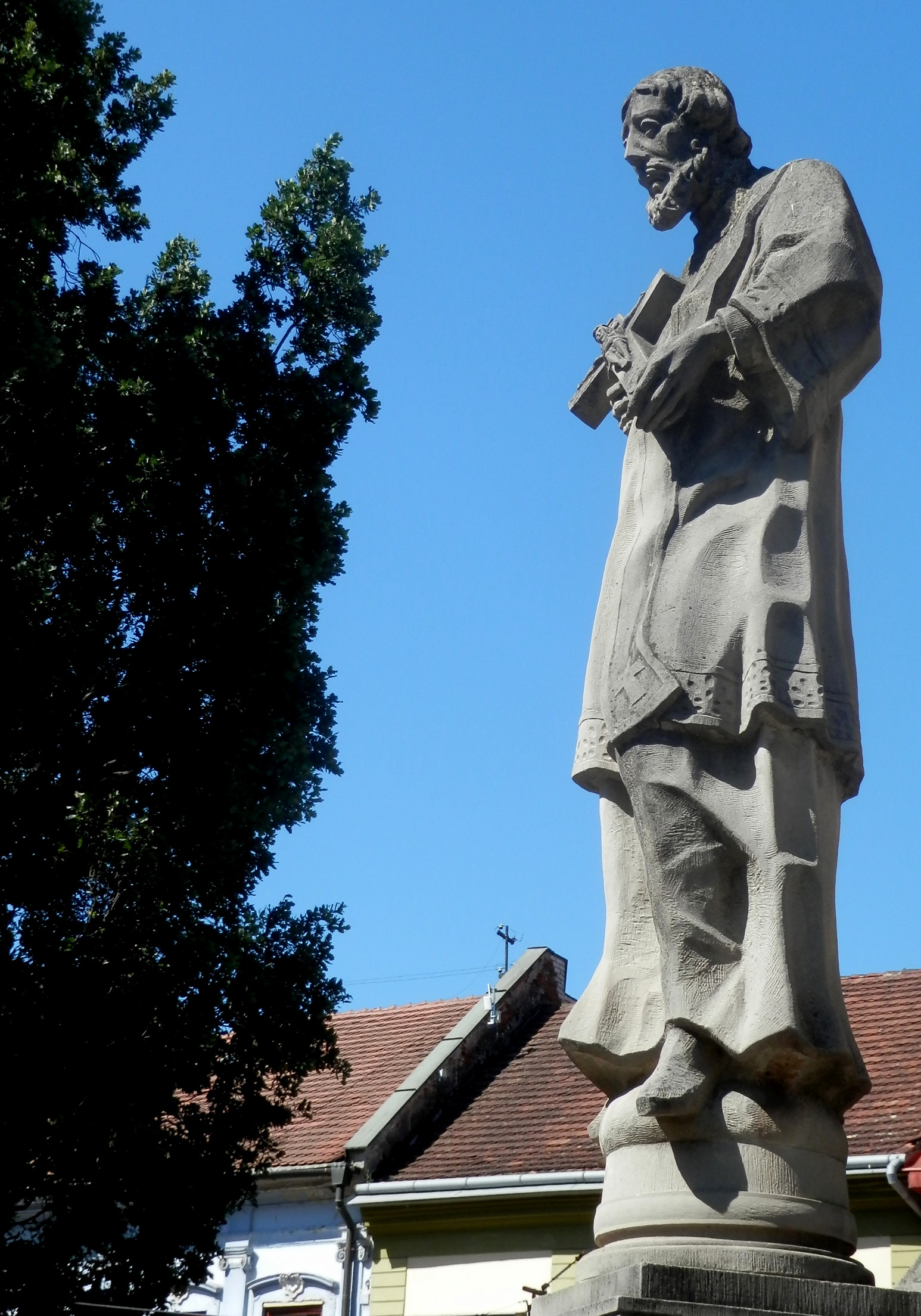
Socha svatého Jana Nepomuckého
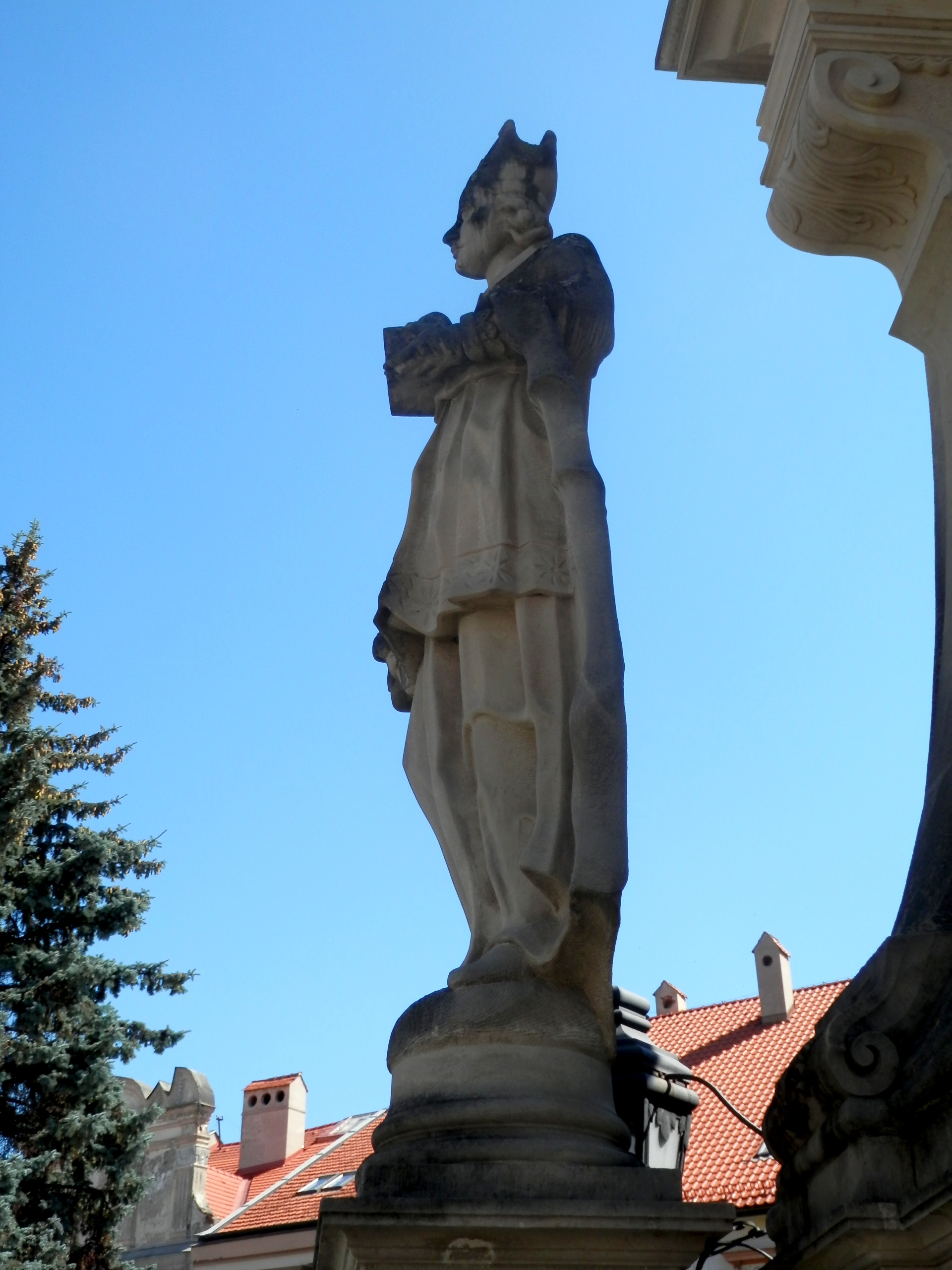
Socha svatého Mikuláše